# Рябинов, Константин Валентинович
Константи́н Валентинович «Кузьма УО» Рябино́в (20 октября 1964, Омск — 16 марта 2020, Санкт-Петербург) — советский и российский музыкант-авангардист, поэт и художник-коллажист. Получил известность как один из основателей группы «Гражданская оборона», соратник и участник многих проектов Егора Летова.

## Биография
Рябинов начал музыкальную деятельность в 1979 году, играя на гитаре в группе Александра Клипова «Иван Морг и Мертвяки».
В 1984 году Клипов познакомил Рябинова с Егором Летовым. Вместе они создали проект «Западъ». Через некоторое время данный проект распался из-за постоянных конфликтов между Летовым и Клиповым.
8 ноября 1984 года Рябинов вместе с Летовым основал группу «Гражданская оборона». В конце 1985 года, несмотря на серьёзные проблемы с сердцем, был призван в армию. После демобилизации продолжил творческую деятельность, приняв участие в реставрации и перезаписи материала ранних альбомов «Гражданской обороны» («Поганая молодёжь» и «Оптимизм») в январе 1988 года, а также присоединившись к совместному проекту Летова и Олега «Манагера» Судакова «Коммунизм». В 1989 году начал участвовать в концертном составе «Гражданской обороны». При записи альбомов играл на огромном количестве инструментов, а на концертах выступал в качестве басиста (1989—1990) и соло-гитариста (1994—1995, 1997—1999).
В 1996 году образовал собственный проект «Кузьма & ВиртУОзы».
С 1999 года окончательно прекратил своё участие в «Гражданской обороне», переехал в Санкт-Петербург и занялся сольным творчеством. Последние концерты в составе «Гражданской обороны» Рябинов сыграл в 2004 году на 20-летии группы в Москве и Петербурге. Несмотря на уход из группы, до последних дней сохранил дружеские отношения с Егором Летовым.
В Санкт-Петербурге сотрудничал с группой «Жопа новый год». Периодически давал сольные концерты в небольших клубах.
С 2008 года сотрудничал в различных составах с Сергеем Летовым.
С 2012 года участвовал в совместном проекте с Алексеем Максимовым Virgo Intacta.
С 2010 года и по 2018 — в концертном составе группы «Коммунизм». В декабре 2014 года в Москве с аншлагом прошёл концерт авангардного джаз-проекта «Бром & Кузьма» (с участием Сергея Летова). С 2017 года — участник Ансамбля «Мечта» (с участием Александра Бровко).
16 марта 2020 года Константин Рябинов был найден мёртвым в собственном доме. Судебно-медицинская экспертиза выявила причины смерти — внутримозговое кровоизлияние и инсульт. 21 марта того же года похоронен на Волковском лютеранском кладбище Санкт-Петербурга.

## Участие в проектах
- Apollonics & The Grim Punks' Theos / Иван Морг и Мертвяки / Огненный Лазер (1978—1984)
- Западъ (1984)
- Посев (1985)
- Гражданская оборона (1984—1985, 1988, 1989—1990, 1993—1996, 1997—1999, 2004, 2019—2020)
- Кризисное отделение (1988—1989)
- Коммунизм (1988—1990, 2010—2020)
- П. О. Г. О. (1988)
- Спинки мента (1988)
- Черный Лукич (1988)
- Армия Власова (1989)
- Цыганята и Я с Ильича (1989—1990)
- Христосы на паперти (1989—1990)
- Егор и Опизденевшие (1990—1993)
- Махно (1997)
- Новые Европейцы (1990, 1999)
- Virgo Intacta (2012)
- GOVE (2013)
- HEROIN and Friends (2014)
- Кузьма & ВиртУОзы (1997—2020)
- Ансамбль «Мечта» (2017—2020)
- Кузьма и Джефф (2017—2020, фактически 2005—2006 и с 2015—2020)
- Сергей Курёхин (Детский альбом) (1991-1995)

## Дискография
См. также дискографии групп: Гражданская оборона, Коммунизм, Егор и Опизденевшие и т. д.

### Кузя УО

#### Студийные альбомы
- 1989 Военная музычка
- 2000 Сорок первый день

#### Бутлеги
- 2002 С кассеты В.И. Громова
- 2004 Константин Рябинов, Эдуард Новосельцев, Виктор Джалилов

### Кузя УО и Христосы на паперти
- 1989 Трам-та-ра-ра-ра-рам (Manchester files, ГрОб Records, 1997) (DRKL-records, 2013)
- 1990 Движение вселенское сие (Manchester files, ГрОб Records, 1996—1997) (DRKL-records, 2013)

### Кузьма и ВиртУОзы

#### Студийные альбомы
- 2011 Фашистская петрушка
- 2011 8-9-10-11 (Кузьма, ВиртУОзы и Скрудж)
- 2012 Второе (Апокрифы обеспеченной судьбы)
- 2014 Sancta Simplicitas
- 2015 Кузьма и ВиртУОзы
- 2016 На мягких лапах
- 2018 Psychedelia Now (Александр Рожков и ВиртУОзы)
- 2020 Abanamath
- 2023 Finito

#### Концертные альбомы
- 1997 Концерт в рок-клубе 26.06.1997
- 2012 Украинские вечера

#### Демозаписи
- 2007 Демо
- 2014 Sancta Simplicitas (бонус-диск)

#### Синглы
- 2012 Долгожданная радость
- 2012 Split

#### Кавер-версии
- «Совесть» (песня группы «Инструкция по выживанию»)
- «Когда твоя девушка больна» (песня группы «Кино»)
- «Подпольный рок» (песня группы «Электрические партизаны»)
- «Кто ты теперь?» (песня группы «Аквариум»)
- «Здесь птицы не поют…» (песня Булата Окуджавы из кинофильма «Белорусский вокзал»)
- «Люди встречаются» (песня ВИА «Веселые ребята»)
- «Над Байконуром звёзды мерцают» (песня Бориса Южного)
- «Дела» (песня Владимира Высоцкого из кинофильма «Короткие встречи»)
- "Суровые годы..." (Владимир Дашкевич - Юлий Ким, из кинофильма "Собачье сердце")

### Мечта
- 2020 Μαθηματικά

## Книги
- Егор Летов, Яна Дягилева, Константин Рябинов. Русское поле экспериментов. — М.: ТОО «Дюна», 1994. — ISBN 5-87787-004-1.
- Поэты русского рока: Е. Летов, Д. Ревякин, Я. Дягилева, К. Рябинов, В. Кузьмин, Н. Кунцевич. — Азбука, 2005.
- Благодать - Выргород, Bull Terrier Records, 2024.